# Cal Masó
Cal Masó és una masia situada al municipi d'Olius, a la comarca catalana del Solsonès. Es troba al nucli de població de Brics.